# Anna di Clèves
Anna di Clèves (Düsseldorf, 28 giugno 1515 – Londra, 16 luglio 1557) è stata una principessa tedesca, sorella del duca Guglielmo di Cleves e, per pochi mesi del 1540, regina consorte d'Inghilterra e Irlanda, come quarta moglie di Enrico VIII Tudor.

## Biografia
Anna nacque il 28 giugno 1515  (e non, come approssimativamente riportato in passato, il 22 settembre) a Düsseldorf, come secondogenita di Giovanni III, duca di Jülich-Kleve-Berg, e della principessa Maria di Jülich-Berg.
Dopo due anni di lutto per la morte prematura della terza moglie, Enrico VIII decise di risposarsi. Mandò in giro per l'Europa i suoi ambasciatori in cerca di una donna che avrebbe scelto secondo il suo ritratto. Fu così che la sua corte cercò pace con la Germania e trovò opportuno che Enrico VIII sposasse Anna di Clèves.

### Le origini
Il ducato di Cleves, il cui nome si conserva nella città di Kleve, nella Renania settentrionale, a pochi chilometri dalla frontiera olandese, era costituito da un labirinto di elettorati e vescovati a prima vista lontani dal grande scenario dominato dalle grandi potenze europee: solo nel 1512 il duca Giovanni III, tramite il matrimonio con Maria di Jülich-Berg, era riuscito a riunire sotto un'unica signoria tutti i territori, con capitale a Düsseldorf. La coppia aveva avuto quattro figli: Sibilla nata nel 1512, Anna, Guglielmo nato nel luglio dell'anno successivo e infine Amelia nel 1517.
All'età di 11 anni, Anna fu fidanzata a Francesco di Lorena, figlio ed erede del Duca di Lorena, di due anni più giovane, ma nel 1535 tale fidanzamento, considerato come ufficioso, fu cancellato.
Quanto ai costumi religiosi, Giovanni III, influenzato da Erasmo da Rotterdam, era un protestante moderato, fautore della Lega di Smalcalda e oppositore dell'imperatore Carlo V; i suoi figli, tra cui Anna, erano luterani mentre la madre, la duchessa Maria, era una fervente cattolica.

### Trattative matrimoniali

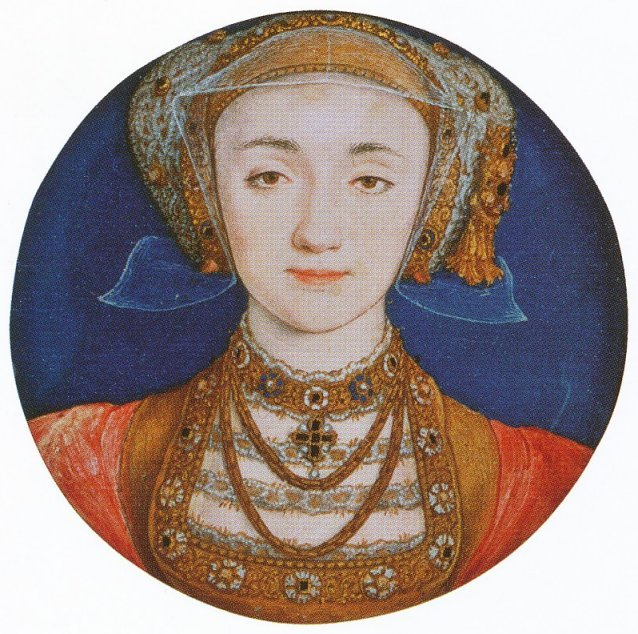
Miniatura raffigurante Anna di Cleves realizzata nel 1539 da Hans Holbein il Giovane.

Dopo il divorzio da Caterina d'Aragona, la decapitazione di Anna Bolena e la morte di Jane Seymour, era divenuto sempre più complesso trovare una moglie per Enrico VIII. Il sovrano inglese aveva manifestato  interesse nei confronti della sedicenne  Cristina di Danimarca, vedova di Francesco II Sforza e nipote di Carlo V, ma senza che le trattative in tal senso giungessero ad alcun esito; è nota in proposito la frase attribuita alla giovane quale ad ogni modo rifiutò con la celebre frase «se avessi due teste, una sarebbe a disposizione del re [d'Inghilterra]!». Nel 1538, Giovanni III di Clèves morì e gli successe il figlio Guglielmo, il quale si trovava in dissidio con l'imperatore Carlo V d'Asburgo, apparendo quindi un alleato ideale dell'Inghilterra di Enrico VIII e del suo cancelliere, Thomas Cromwell. I duchi di Clèves governavano il ducato di Gheldria e uno dei territori più vasti della Germania settentrionale.
Nella corte di Clèves non vigevano le innovative idee rinascimentali sull'educazione delle donne: Anna non conosceva né il francese, né il latino, né l'inglese, non sapeva né cantare né suonare e mancava completamente della raffinata educazione che aveva contraddistinto Caterina d'Aragona e Anna Bolena.
La giovane sapeva leggere e scrivere, anche se solo nella propria lingua, il cosiddetto dutch, il dialetto germanico parlato nei Paesi Bassi e aveva un considerevole talento per il cucito e il ricamo oltre a essere appassionata di giochi d'azzardo e di carte.
Per quanto riguarda il suo aspetto, l'ambasciatore francese, Charles de Marillac, la descrisse «alta e sottile, di media bellezza», «di carattere modestissimo e gentile», soffermandosi a lodarne la «fermezza di proposito» e l'aspetto «dignitoso».
Il ritratto dipinto da Hans Holbein il giovane e dai contemporanei reputato molto rassomigliante al vero, mostra una fanciulla di bell'aspetto, anche se esami radiografici effettuati nel XX secolo rivelarono che il naso, in origine, era più importante di quanto non appaia; pare inoltre che Anna non avesse una carnagione perfetta, probabilmente per le cicatrici del vaiolo, all'epoca assai comuni.
Il contratto di matrimonio tra i due fu siglato il 6 ottobre 1539. Anna ricevette una cospicua dote di 100.000 fiorini d'oro, di cui 40.000 da pagarsi il giorno delle nozze ed i restanti 60.000 da pagarsi entro l'anno successivo. Quando Anna partì alla volta dell'Inghilterra, portò al suo seguito 263 persone e 283 cavalli. Il viaggio da Düsseldorf a Londra si rivelò tutt'altro che semplice dal momento che Enrico temeva che la sua sposa potesse essere intercettata dalle truppe imperiali che, venute a conoscenza delle trattative matrimoniali, avrebbero potuto sequestrarla per impedirne l'arrivo in Inghilterra. Enrico VIII inizialmente pianificò per Anna un rapido viaggio via mare sino a Londra, tuttavia gli ambasciatori di Clèves rifiutarono, date le rigide condizioni invernali. Fu quindi scelta una più lunga via di terra, attraverso la quale Anna fu portata a Calais, dove giunse l'11 dicembre 1539. Lì fu ospite di Arturo Plantageneto, I visconte Lisle, zio del re e governatore di Calais. A causa del maltempo, riuscì ad attraversare la Manica giungendo a Dover solo il 27 dicembre, cosa che aumentò l'impazienza del re in attesa a Greenwich. Dal castello di Dover, Anna fu accompagnata dal duca di Suffolk e da sua moglie a Canterbury e poi a Rochester. Durante il lungo viaggio, le vennero spiegate le norme elementari del galateo inglese nonché, secondo la sua volontà, i più importanti giochi di carte inglesi. Dopo una settimana di viaggio, Anna raggiunse infine la città di Rochester il 31 dicembre.
Il re, impaziente di incontrare la sua futura sposa, prese l'iniziativa di precederla lungo il percorso ed il 1º gennaio 1540, travestito, fece di tutto per incontrarla. A ogni modo, questo primo incontro tra i due si rivelò deludente per il sovrano inglese: quando Enrico, sempre sotto mentite spoglie, entrò nella stanza dove era alloggiata Anna, a Rochester, nel palazzo del vescovo, lei forse neppure lo riconobbe, mentre il sovrano dichiarò poi pubblicamente che l'aspetto della sposa non corrispondeva alla descrizione che gli era stata fatta e che anzi lo disgustava.

### Le nozze con Enrico VIII

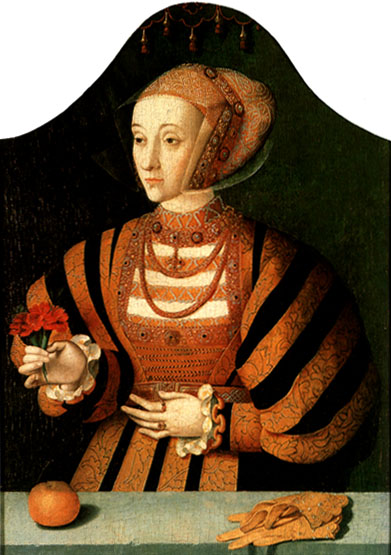
Ritratto di Anna di Clèves con gli attributi di prosperità del matrimonio. Dipinto realizzato nel 1540 in occasione delle nozze con Enrico VIII dal pittore Bartholomäus Bruyn.

Dopo quel primo incontro con la futura moglie, Enrico ricevette ufficialmente Anna a Greenwich, ma chiese che gli sponsali fossero posticipati di due giorni: il suo intento era quello di recedere dal contratto di matrimonio già prima della celebrazione delle nozze e ordinò per questo a Cromwell di trovare un cavillo legale per impedire il matrimonio. Si palesò la questione del precedente fidanzamento della duchessa, ma non solo Francesco di Lorena confermò lo scioglimento, ma anche il 5 gennaio 1540 la stessa Anna firmò una dichiarazione formale nella quale disse di non essere in alcun modo legata da quella precedente promessa matrimoniale.
Le nozze, quindi, furono officiate dall'arcivescovo Thomas Cranmer ed ebbero luogo il 6 gennaio presso il Palazzo di Placentia a Greenwich, non appena la sposa si fu convertita alla fede anglicana.
Nonostante l'elegante abito e i capelli sciolti, Anna continuava a non attrarre il difficile sovrano e così nei giorni successivi il matrimonio non fu mai consumato. In diverse occasioni, Enrico si lamentò con i propri consiglieri in merito all'aspetto della consorte, descrivendone particolari che a suo giudizio lo facevano dubitare della verginità della sposa e che ciò lo disgustava a tal punto da non riuscire a indurlo a consumare il matrimonio. Il re confidò dopo la prima notte di nozze al suo cancelliere: «Non l'amavo prima e la amo ancor meno ora [...] il mio cuore si è allontanato da lei, quindi non voglio continuare in questo affare». Del resto anche la stessa Anna, nel febbraio del 1540, confidandosi con Eleanor Manners, contessa di Rutland, disse che il re era un marito adorabile: «Quando viene al mio letto, mi bacia, mi prende per mano e mi augura “Buona notte, dolcezza”; e la mattina nuovamente mi bacia e mi dice “Bene alzata, dolcezza”». A queste confidenze lady Rutland rispose: «Madame, ci vuole ben altro che questo per avere un futuro duca di York che tutto il reame desidera».

### Divorzio
Dopo pochi mesi di matrimonio, Enrico aveva già allacciato una relazione con la damigella d'onore Caterina Howard – nipote del potentissimo duca di Norfolk e cugina prima della sua seconda moglie Anna Bolena – ed era fermamente deciso ad annullare il matrimonio, rivelatosi politicamente svantaggioso.
Il pretesto ufficiale per la rottura tra i due furono dei cavilli legali legati a un precedente contratto di fidanzamento stipulato tra Anna e il duca Francesco I di Lorena. Il Consiglio del Re decretò che tale contratto, fosse da ritenere un accordo «per verba de presenti» ovvero avente l'efficacia vincolante di un vero e proprio matrimonio, con l'ovvia conseguenza che, a quel punto, le nozze tra il sovrano inglese e la giovane Anna dovevano ritenersi nulle.
Il 24 giugno, Anna, che era stata trasferita nel castello di Richmond a partire dall'inizio dell'inchiesta con la scusa del pericolo di un'epidemia di sudore anglico, fu informata il 6 luglio dell'annullamento e acconsentì di buon grado a firmare l'annullamento e quindi al divorzio, che fu ufficializzato il 9 luglio. Iniziarono nel contempo a circolare voci circa l'impotenza di Enrico VIII, prontamente smentite dall'archiatra di corte il quale certificò che, dopo la prima notte di nozze con Anna, Enrico aveva avuto «duas pollutiones nocturnas in somno» («due polluzioni notturne durante il sonno»).

### Vita dopo l'annullamento del matrimonio
In seguito all'annullamento, ad Anna fu conferito il titolo di «Amatissima Sorella del Re», con diritto di precedenza su ogni altra dama d'Inghilterra, eccetto le figlie e la consorte del re, oltre alle proprietà di Richmond Palace e del Castello di Hever, il diritto di avere un appartamento in ogni palazzo reale, e una rendita annua di 25.000 sterline.
A riprova della propria obbedienza, Anna ebbe cura di scrivere al sovrano, ammettendo che «il caso è stato molto complicato e doloroso per me, dato il grande affetto che porto alla Vostra nobilissima persona» ma che «avendo fede in Dio e nelle Sue verità» ella accettava la decisione assunta in ordine alla nullità del matrimonio «interamente e del tutto rimettendomi, per quanto riguarda il mio stato e la mia condizione, alla bontà ed al volere di Vostra altezza» chiedendo solo di poter talvolta «godere del piacere della Vostra nobile presenza, cosa che io reputerei un grande dono» e ringraziandolo della risoluzione di «prendermi come Vostra sorella, cosa della quale con tutta umiltà Vi ringrazio» esprimendo la propria gratitudine per il generoso trattamento ricevuto, firmandosi «umilissima serva e sorella della Maestà Vostra, Anna figlia di Clèves».
Alla lettera, Anna accluse l'anello nuziale donatole solo pochi mesi prima, su cui era inciso il motto «God send me Well to keep», ovvero «Dio serbami nella buona sorte», pregando il sovrano di spezzarlo, come un oggetto di nessun valore.
Una missiva di analogo tenore fu inviata al fratello, duca di Clèves, per rassicurarlo delle intenzioni amichevoli di Enrico nei suoi confronti: «Anche se non posso legittimamente averlo come marito, ho trovato in lui un padre e fratello che mi usa tanta benevolenza quanto Voi ed i nostri amici potremmo desiderare» e annunciando la propria volontà di rimanere in Inghilterra «a Dio piacendo».
La permanenza di Anna in Inghilterra fu posta dal sovrano e da Thomas Cromwell quale condizione per ottenere la generosa rendita e i titoli nobiliari promessi, soprattutto allo scopo di evitare nuovi scandali diplomatici causati dalle vicissitudini matrimoniali di Enrico VIII, ma fu reputata conveniente dalla stessa Anna, che dichiarò ripetutamente che un eventuale ritorno a Clèves sarebbe stato umiliante e avrebbe potuto esporla anche al pericolo di ritorsioni.

### Rapporti con la corte

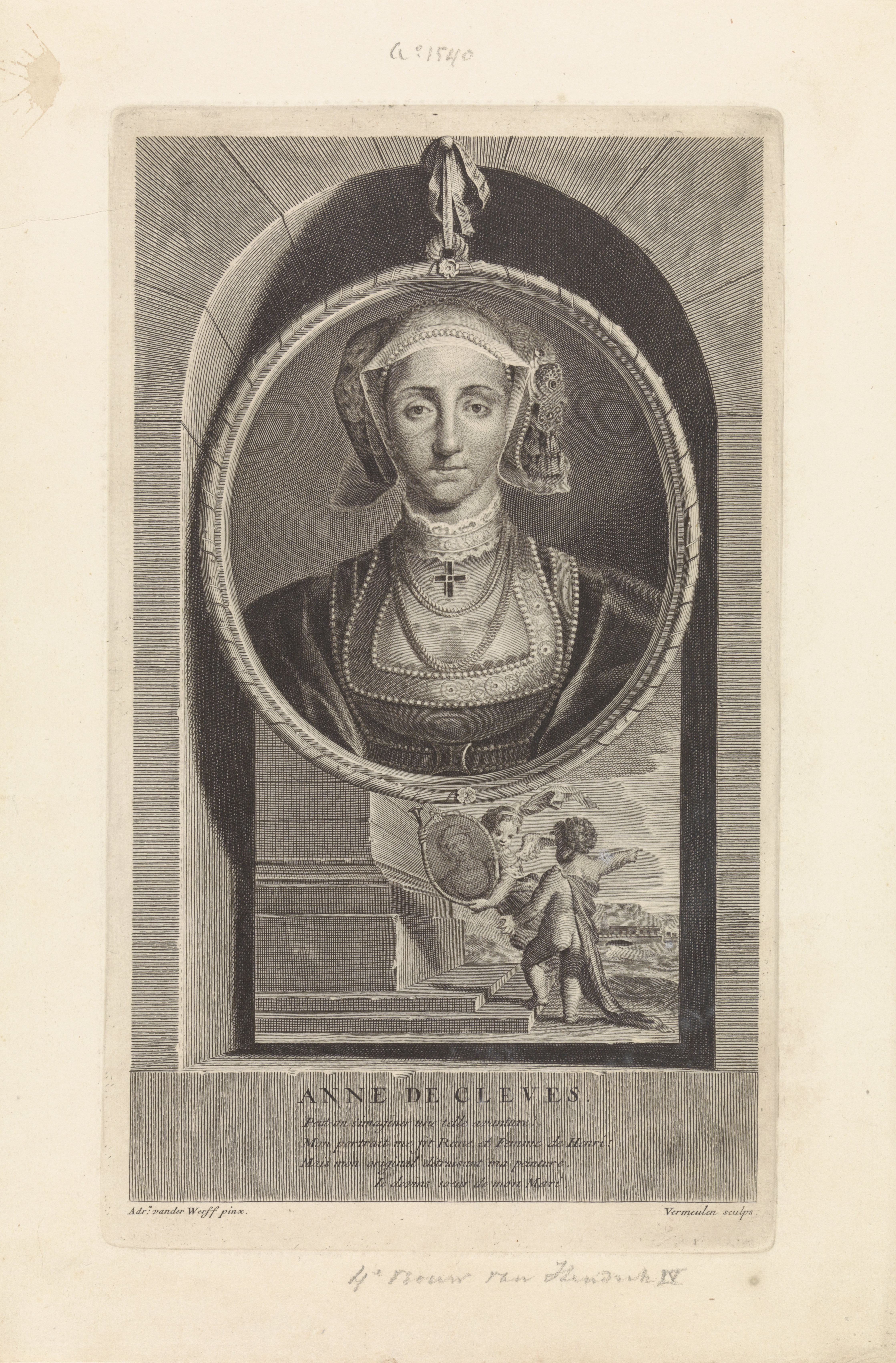
Anna di Clèves in una litografia della seconda metà del XVII secolo

Dopo il divorzio, il rapporto tra Enrico VIII ed Anna rimase cordiale, come attestato da numerosi doni inviati da Anna all'ormai ex marito (tra cui un libro di preghiere con l'affettuosa dedica «Supplico la Maestà Vostra di ricordarsi di me quando avrà questo sotto gli occhi. Anna, la figlia di Clèves»), anche perché tra i due non vi erano stati motivi di odio che avessero portato alla fine del loro rapporto.
In qualità di membro onorario della famiglia reale, Anna fece regolarmente visita a corte, dove fu sempre accolta con riguardo.
Durante le celebrazioni per il Natale 1540, la giovane trascorse quasi tutte le serate danzando ed intrattenendosi fino a tardi con la sua ex dama di compagnia e attuale regina Caterina Howard, appena diciottenne, mentre il re si era già ritirato a dormire; strinse un'intensa amicizia con entrambe le figlie dell'ormai ex consorte, Maria ed Elisabetta.
Dopo la morte di Catherine Howard, Anna e il fratello Guglielmo offrirono nuovamente al sovrano di riprendere la relazione matrimoniale, ma il re rifiutò È noto che Anna non ebbe un rapporto cordiale con Catherine Parr, la sesta e ultima moglie del re; pare che, in occasione del sesto matrimonio del sovrano avesse osservato pubblicamente che Catherine Parr «non era minimamente attraente quanto lei» e che comunque «madama Parr stava prendendo un bel peso», con riferimento alla salute sempre più malferma di Enrico e alla sua patologica obesità.
Nello stesso periodo, fu ventilato un matrimonio tra Anna e Thomas Seymour, fratello della defunta regina Jane Seymour e futuro sposo di Catherine Parr, sesta e ultima consorte di Enrico, ma senza che seguissero vere e proprie trattative in tal senso.
Il 4 agosto del 1553, Anna scrisse alla figliastra Maria, ormai divenuta regina, congratulandosi con lei per le nozze con Filippo II di Spagna; in seguito, insieme a Elisabetta, accompagnò la regina nel suo trasferimento dal St James Palace a Whitehall e infine fu tra gli ospiti all'incoronazione ufficiale di Maria I a Westminster.
Dopo un breve ritorno a corte, Anna perse il favore di Maria dal momento che l'ex-regina non aveva cessato i propri frequenti contatti con la principessa Elisabetta, sospettata di simpatie protestanti; sebbene, quindi, non fosse stata ufficialmente allontanata da corte, Anna preferì ritornare alla vita tranquilla e riservata che conduceva nei propri palazzi. Al di là di brevi attacchi di nostalgia per il proprio paese nativo, Anna apparve a tutti soddisfatta della propria sistemazione e della libertà che le consentiva e fu descritta da Raphael Holinshed come una donna di rilevanti qualità, cortese, gentile, eccellente amministratrice della propria casa e affabile con la servitù.

### Morte

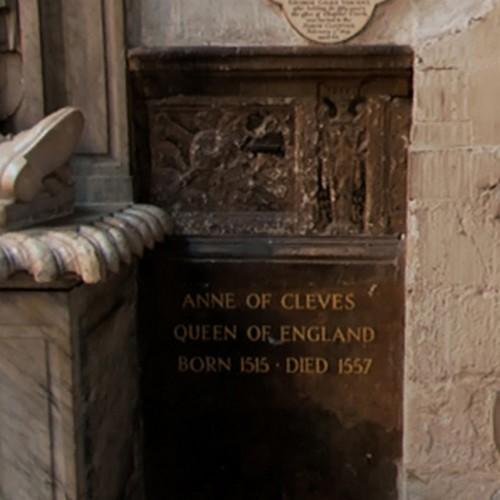
La tomba di Anna di Clèves nell'abbazia di Westminster

All'inizio del 1557, la salute di Anna cominciò a declinare e la regina Maria le concesse di trasferirsi al Chelsea Old Manor, la dimora dove Caterina Parr aveva trascorso i suoi ultimi anni. Qui, alla metà di giugno, Anna dettò le sue ultime volontà menzionando il fratello, la sorella, la cognata e la principessa Elisabetta e altre nobildonne di corte; infine, lasciò molto denaro alla servitù e supplicò la regina Maria affinché i suoi servitori fossero riassunti a corte.
Anna di Clèves morì il 16 luglio 1557, probabilmente per un cancro alle ovaie; aveva ormai quarantadue anni, un'età che la maggior parte delle donne sue contemporanee non arrivava a raggiungere. Fu sepolta nell'abbazia di Westminster a Londra, nei pressi dell'altare principale della chiesa; la sua tomba in marmo nero, commissionata dalla regina Maria, reca ancora oggi l'epigrafe: «Anne of Cleves Queen of England». Fu l'ultima a morire delle sei mogli di Enrico VIII.

## Ascendenza
|                          |                        |                            | Genitori                           |  |  | Nonni |  |  | Bisnonni            |  |  | Trisnonni         |  |
|                          |                        |                            |                                    |  |  |       |  |  | Giovanni I di Kleve |  |  | Adolfo I di Kleve |  |
|                          |                        |                            |                                    |  |  |       |  |  | Giovanni I di Kleve |  |  | Adolfo I di Kleve |  |
|                          |                        | Maria di Borgogna          |                                    |  |  |       |  |  | Giovanni I di Kleve |  |  |                   |  |
| Giovanni II di Kleve     |                        |                            |                                    |  |  |       |  |  | Giovanni I di Kleve |  |  |                   |  |
|                          |                        | Elisabetta di Nevers       | Giovanni II di Nevers              |  |  |       |  |  |                     |  |  |                   |  |
|                          |                        | Elisabetta di Nevers       | Giovanni II di Nevers              |  |  |       |  |  |                     |  |  |                   |  |
|                          |                        | Elisabetta di Nevers       | Jacqueline d'Ailly                 |  |  |       |  |  |                     |  |  |                   |  |
| Giovanni III di Kleve    |                        | Elisabetta di Nevers       |                                    |  |  |       |  |  |                     |  |  |                   |  |
|                          |                        | Enrico III d'Assia         | Luigi I, langravio d'Assia         |  |  |       |  |  |                     |  |  |                   |  |
|                          |                        | Enrico III d'Assia         | Luigi I, langravio d'Assia         |  |  |       |  |  |                     |  |  |                   |  |
|                          |                        | Enrico III d'Assia         | Anna di Sassonia                   |  |  |       |  |  |                     |  |  |                   |  |
| Matilda d'Assia          |                        | Enrico III d'Assia         |                                    |  |  |       |  |  |                     |  |  |                   |  |
|                          |                        | Anna di Katzenelnbogen     | Philipp I, Conte di Katzenelnbogen |  |  |       |  |  |                     |  |  |                   |  |
|                          |                        | Anna di Katzenelnbogen     | Philipp I, Conte di Katzenelnbogen |  |  |       |  |  |                     |  |  |                   |  |
|                          |                        | Anna di Katzenelnbogen     | Anna di Württemberg                |  |  |       |  |  |                     |  |  |                   |  |
| Anna di Clèves           |                        | Anna di Katzenelnbogen     |                                    |  |  |       |  |  |                     |  |  |                   |  |
|                          | Gerardo di Jülich-Berg | Guglielmo di Jülich-Berg   |                                    |  |  |       |  |  |                     |  |  |                   |  |
|                          | Gerardo di Jülich-Berg | Guglielmo di Jülich-Berg   |                                    |  |  |       |  |  |                     |  |  |                   |  |
|                          | Gerardo di Jülich-Berg | Adelheid di Tecklenburg    |                                    |  |  |       |  |  |                     |  |  |                   |  |
| Guglielmo di Jülich-Berg | Gerardo di Jülich-Berg |                            |                                    |  |  |       |  |  |                     |  |  |                   |  |
|                          |                        | Sofia di Saxe-Lauenburg    | Bernardo III di Sassonia-Lauenburg |  |  |       |  |  |                     |  |  |                   |  |
|                          |                        | Sofia di Saxe-Lauenburg    | Bernardo III di Sassonia-Lauenburg |  |  |       |  |  |                     |  |  |                   |  |
|                          |                        | Sofia di Saxe-Lauenburg    | Adelheid di Pomerania              |  |  |       |  |  |                     |  |  |                   |  |
| Maria di Jülich-Berg     |                        | Sofia di Saxe-Lauenburg    |                                    |  |  |       |  |  |                     |  |  |                   |  |
|                          |                        | Alberto III di Brandeburgo | Federico I di Brandeburgo          |  |  |       |  |  |                     |  |  |                   |  |
|                          |                        | Alberto III di Brandeburgo | Federico I di Brandeburgo          |  |  |       |  |  |                     |  |  |                   |  |
|                          |                        | Alberto III di Brandeburgo | Elisabetta di Baviera-Landshut     |  |  |       |  |  |                     |  |  |                   |  |
| Sibilla di Hohenzollern  |                        | Alberto III di Brandeburgo |                                    |  |  |       |  |  |                     |  |  |                   |  |
|                          |                        | Anna di Sassonia           | Federico II di Sassonia            |  |  |       |  |  |                     |  |  |                   |  |
|                          |                        | Anna di Sassonia           | Federico II di Sassonia            |  |  |       |  |  |                     |  |  |                   |  |
|                          |                        | Anna di Sassonia           | Margherita d'Austria               |  |  |       |  |  |                     |  |  |                   |  |
|                          |                        | Anna di Sassonia           |                                    |  |  |       |  |  |                     |  |  |                   |  |